# Mirkowice (województwo wielkopolskie)
Mirkowice – wieś w Polsce położona w województwie wielkopolskim, w powiecie wągrowieckim, w gminie Mieścisko.
| SIMC    | Nazwa       | Rodzaj     |
| ------- | ----------- | ---------- |
| 0588909 | Mirkowiczki | przysiółek |

W latach 1975–1998 miejscowość administracyjnie należała do województwa poznańskiego.